# Yapunyah Waterhole
Yapunyah Waterhole är ett vattenhål i Australien. Det ligger i delstaten Queensland, omkring 890 kilometer väster om delstatshuvudstaden Brisbane. Yapunyah Waterhole ligger 268 meter över havet.
Trakten runt Yapunyah Waterhole är nära nog obefolkad, med mindre än två invånare per kvadratkilometer.. Det finns inga samhällen i närheten.
Omgivningarna runt Yapunyah Waterhole är i huvudsak ett öppet busklandskap. Genomsnittlig årsnederbörd är 410 millimeter. Den regnigaste månaden är februari, med i genomsnitt 87 mm nederbörd, och den torraste är september, med 7 mm nederbörd.